# Zach Frazier
Zach Frazier (Fairmont, 29 agosto 2001) è un giocatore di football americano statunitense che milita nel ruolo di centro per i Pittsburgh Steelers della National Football League (NFL).

## Carriera universitaria
Dopo un infortunio a Chase Behrndt, Frazier divenne il centro titolare di West Virginia già nella prima gara della sua prima stagione, il primo della storia dell’istituto in oltre quarant’anni. In seguito passò al ruolo di guardia quando Behrndt e chiuse l’annata disputando tutte le 10 partite come titolare. In nove partite non concesse alcun sack agli avversari, venendo premiato come Freshman All-American oltra venire nominato menzione onorevole della formazione ideale della Big 12 Conference.
Frazier divenne il centro titolare di West Virginia nel 2021, giocando come titolare ogni gara della stagione e ogni snap offensivo. In tutta la stagione concesse due soli sack. Fu inserito nella seconda formazione ideale della Big 12 e nella seconda formazione All-American. Ricevette anche una nomination come Atleta dell’anno della Big 12. Nel 2022 Frazier partì in tutte le 12 partite come titolare, concedendo un solo sack e venendo inserito nella formazione ideale della conference, mentre la sua squadra ebbe una media di 171,5 yard corse a partita.
A metà della stagione 2023, Frazier fu scelto come uno dei finalisti del William V. Campbell Trophy.

## Carriera professionistica

### Pittsburgh Steelers
Frazier fu scelto nel corso del secondo giro (51º assoluto) del Draft NFL 2024 dai Pittsburgh Steelers. Debuttò come professionista partendo come titolare nella gara del primo turno contro gli Atlanta Falcons. Nella sua prima stagione disputò 15 partite, tutte come titolare, venendo inserito nella formazione ideale dei rookie dalla Pro Football Writers of America.

## Palmarès
- PFWA All-Rookie Team - 2024